# Kortskäggig honungsfågel
Kortskäggig honungsfågel (Melidectes nouhuysi) är en fågel i familjen honungsfåglar inom ordningen tättingar.

## Utbredning och systematik
Fågeln förekommer i Västpapua (Wilhelminaberget i Sudirmanbergen). Den behandlas som monotypisk, det vill säga att den inte delas in i några underarter.

### Släktestillhörighet
Arten placeras traditionellt i släktet Melidectes, men har tillsammans med nära släktingarna sothonungsfågel och kortskäggig honungsfågel lyfts ut till det egna släktet Melionyx efter genetiska studier.

## Status
IUCN kategoriserar arten som livskraftig.